# 鈴木正長
鈴木 正長（すずき まさなが、1920年3月26日 - 1988年3月5日）は、日本の経営者。神奈川県出身。

## 経歴
1946年に東京帝国大学法学部法律学科を卒業し、同年に日本水産に入社。
1966年に取締役に就任し、1970年5月に常務を経て、1973年5月に副社長に就任し、同年11月には社長に昇格。1975年12月から1978年6月までに会長を務め、1981年には小田原信用金庫理事長に就任。
1978年4月に藍綬褒章を受章。。
1988年3月5日胃癌のために死去。67歳没。